# Tojoda Sóicsiró
Tojoda Sóicsiró (japánul: 豊田 章一郞, nyugaton: Shoichiro Toyoda, 1925. február 17. – 2023. február 14.) japán üzletember, a Toyota Motor Corporation elnöke (1992–1999). Tojoda Kiicsiró fia.

## Életútja
A cégalapító fia, Tojoda 1952-ben csatlakozott apja vállalkozásához a Toyota Motorsnál. Tíz év alatt ügyvezetői pozícióba emelkedett. 1967-ben vezető ügyvezető igazgatóvá, 1972-ben ügyvezető alelnökké, 1981-ben pedig a cég marketingszervezetének elnökévé léptették elő.
Az értékesítési és gyártási szervezetek 1982-es összeolvadásával megszületett a Toyota Motor Corporation. Tojoda lett a cég első elnöke 1992 és 1999 között. 1999-ben tiszteletbeli elnök lett. Vezető szerepe volt a Lexus márkájú luxusautók és a környezetbarát Prius motoros elektromos hibridek népszerű kultúrájának globális bevezetésében.[forrás?]
2023. február 14-én halt meg, három nappal a 98. születésnapja előtt. Fia Tojoda Akio.

## Szakmai elismerés
- 1980 – Deming-díj , Japán.
- 1993 – International Fellow Royal Academy of Engineering
- 2000 – FISITA kitüntetés az Autómérnöki Társaságok Nemzetközi Szövetségétől
- 2005 –  Az Autómérnökök Társasága Alapítvány Gyártásvezetői Díja, Egyesült Államok.
- 2007 – Bekerült az Autóipari Hírességek Csarnokába, Detroit, MI, USA